# چروچ استرتون
longitudeچروچ استرتونlatitudeچروچ استرتون
چروچ استرتون (به انگلیسی: Church Stretton) یک منطقهٔ مسکونی در انگلستان است که در میدلند غربی واقع شده‌است.

## خصوصیات
چروچ استرتون ۴٬۶۷۱ نفر جمعیت دارد.